# Кабель категории 3
Кабель категории 3, обычно известный как Cat 3 или провод станции, и менее известный как VG или голосовой класс (как, например, в 100BaseVG), является кабелем неэкранированной витой пары (UTP), используемым в телефонной проводке. Он является частью семейства стандартов медных кабелей, определенных совместно Альянсом электронной промышленности (EIA) и Ассоциацией телекоммуникационной отрасли (TIA) и опубликованных в TIA / EIA-568-B.
Хотя современные сети передачи данных предназначены для надежной передачи данных со скоростью до 10 Мбит / с, [1] они работают на гораздо более высоких скоростях, и теперь Cat 5e или Cat 6 используются для всех новых установок.

### Использование в сетях
Cat 3 широко использовался в компьютерных сетях в начале 1990-х годов для 10BASE-T Ethernet и, в меньшей степени, для 100BaseVG Ethernet, Token Ring и 100BASE-T4. Первоначальная спецификация Power over Ethernet 802.3af поддерживает использование кабеля Cat 3, но более поздняя версия высокой мощности 802.3at Type 2 — нет.

### Аналог
Начиная с середины 1990-х годов, новые структурированные кабельные системы почти всегда строились с использованием высокопроизводительного кабеля Cat 5e, необходимого для 100BASE-TX. Cat 5e или Cat 6 теперь используются для всех современных структурированных кабельных систем. Многие крупные учреждения, которые требуют какого-либо ремонта или дополнения к существующим зданиям, которые в настоящее время используют Cat 3, имеют политики, требующие обновления до Cat 5e.